# August Sandtel
August Sandtel (* 26. August 1911 in Venhaus, Emsland; † 14. Juni 1992 in Osnabrück) war ein deutscher römisch-katholischer Geistlicher und von 1961 bis 1981 Propst in Bremen.

## Leben
August Sandtel machte 1932 das Abitur am Dionysianum in Rheine und studierte anschließend an der Albert-Ludwigs-Universität Freiburg katholische Theologie. Am 18. Dezember 1937 empfing er durch den Bischof von Osnabrück Hermann Wilhelm Berning im Dom St. Peter die Priesterweihe. Er war Kaplan in der Gemeinde St. Johann in Osnabrück sowie als Religionslehrer an den örtlichen Schulen tätig.
1961 wurde er von Helmut Hermann Wittler, Bischof von Osnabrück, als Nachfolger von Heinrich Ohrmann, zum Propst von St. Johann sowie Pastor primarius der Katholischen Gemeinde zu Bremen und Dechant des Dekanates Bremen ernannt, später auch zum Domkapitular in Osnabrück. Angetrieben durch das Zweite Vatikanische Konzil und die Würzburger Synode war er aktiv in Politik und Gesellschaft. Er engagierte sich insbesondere für die Ökumene in Bremen.  Er baute das Bildungswerk der Katholiken im Lande Bremen auf. Er war der Initiator für den Neubau und Umbau der Kirchen St. Peter und Paul (1963), St. Benedikt (1966), St. Franziskus (1966), St. Pius (1966), St. Ursula (1967), St. Brigitta (1972), St. Hildegard (1972), St. Barbara (1976).
Im Jahr 1971 ließ Propst Sandtel die Propsteikirche St. Johann nach den neuen liturgischen Richtlinien des 2. Vatikanischen Konzils umbauen. Er ersetzte den neugotischen Altar durch einen modernen, der die Zelebration der Messe versus populum ermöglichte, ließ die beiden Seitenaltäre beseitigen und durch eine Tabernakelstele wie durch eine im Kunsthandel erworbene Pieta ersetzen. Südlich der Propsteikirche entstanden die Propstei und die Vikarie. 1975 folgte der Bau des Pfarrheims in der Kolpingstraße. 1982 ließ er am Kolpinghaus eine Bronzeplakette anbringen, die an die dort in der Pogromnacht 1938 von Nazis mutwillig abgebrannte Synagoge erinnert.
Unter Sandtel besuchte erstmals ein Osnabrücker Bischof das evangelische Haus der Kirche. Und als Anfang der 70er Jahre zweimal die Fronleichnamsprozession durch Regen behindert wurde oder gar ausfiel, bat er den Verwaltenden Bauherrn am Dom, Hans-Henry Lamotte, ob die Prozession bei erneutem Regen nicht im evangelischen Dom stattfinden könne. Sie durfte. Seitdem weichen die Katholiken an Fronleichnam bei Schlechtwetter immer in den Dom aus. Auch ansonsten machte die Ökumene unter Sandtel in Bremen Fortschritte.
1971 wurde er von Kardinal-Großmeister Eugène Kardinal Tisserant zum Ritter des Ritterordens vom Heiligen Grab zu Jerusalem ernannt und am 15. Mai 1971 im Konstanzer Münster durch Lorenz Kardinal Jaeger, Großprior der deutschen Statthalterei, investiert. Er war Offizier des Ordens. Er engagierte sich für zahlreiche Sozialprojekte im Heiligen Land.

## Ehrungen und Auszeichnungen
- Ernennung zum Päpstlichen Geheimkämmerer (Monsignore) durch Papst Paul VI. (1966)
- Ernennung zum Ritter vom Heiligen Grab (1971)